# مهرداد سوم ایبری
مهرداد سوم (گرجی: მირდატ III، به لاتین Mithridates)، از سلسله خسرویانی‌ها، پادشاه پادشاهی ایبری (کارتلی، شرق گرجستان) از ۳۶۵ تا ۳۸۰ (یا ۳۷۰–۳۷۸) بود.
مهرداد جانشین پدرش، آسپاگورس دوم به گفته مورخ معاصر امیانوس مارسلینوس، او توسط شاپور دوم، پادشاه ساسانی ایران به‌جای برادرزاده خود سارماگ دوم ایبری قرار گرفت.